# Euron Greyjoy
Euron Greyjoy es un personaje ficticio de la saga Canción de hielo y fuego del escritor George R.R. Martin. Es representado como el despiadado, sagaz y manipulador hermano de Balon Greyjoy y posteriormente proclamado como Rey de las Islas del Hierro tras una asamblea de sucesión.
En la adaptación televisiva Juego de tronos, Euron es interpretado por el actor danés Pilou Asbæk, debutando en la sexta temporada, en el episodio A casa.

## Concepción y diseño
Euron Greyjoy es representado con una apariencia física entre aterradora y enigmática; con el pelo típico de los Greyjoy, lleva un parche en su ojo izquierdo; sus labios son de color azul, debido a que bebe profusamente color-del-ocaso, una sustancia ficticia extraída de los árboles y que es usada en la saga por los magos y hechiceros para obtener visiones.
Su personalidad es tan enigmática como perversa. A lo largo de la obra, los personajes mencionan que Euron es un sujeto que inspira temor y preocupación en todos aquellos que le rodean. Sus intenciones son siempre un misterio para todos, pero parece actuar sin ningún tipo de escrúpulo ni remordimiento. Taimado, cruel y astuto, sus habilidades solo son igualadas por su ambición y su audacia.

Balon estaba loco, Aeron está incluso más loco, pero Euron es el más loco de todos
Palabras hacia Euron

En la adaptación televisiva, el personaje de Euron se «humaniza», eliminando el componente místico de su figura, conservando su naturaleza despiadada y taimada, además de añadirle un componente más salvaje y menos refinado que en la saga escrita.

## Historia
Antes de la saga, lo que se sabe de Euron es lo que mencionan otros personajes, principalmente los demás miembros de su familia, la Casa Greyjoy. Euron fue el quinto hijo de Lord Quellon Greyjoy y el segundo que llegaba a la edad adulta. Su astucia y audacia se ponen de manifiesto cuando se menciona cómo fue suyo el plan que destruyó la flota de la Casa Lannister en la Rebelión Greyjoy.
En el capítulo 18 de Festín de cuervos, Victarion narra que Euron fue exiliado por orden de Balon Greyjoy después de violar y dejar embarazada a la esposa de Victarion. En Festín de cuervos, Euron menciona que ha navegado por los confines del mundo, donde reunió innumerables tesoros, además de engendrar un gran número de bastardos.

### Festín de cuervos
Euron Greyjoy debuta en la saga en Festín de cuervos, regresando a las Islas del Hierro para ocupar el Trono de Piedramar tras la muerte de su hermano, Balon Greyjoy. Euron no es el único que se postula, pues también lo hace su hermano Victarion y su sobrina Asha.
En la asamblea de sucesión convocada por Aeron Greyjoy, Euron es el tercero en postularse para el trono, después de Asha y Victarion. Euron presenta como ofrenda los incontables tesoros que ha acumulado a lo largo de todos los recientes años navegando por el mundo conocido. Sin embargo, el mayor presente de Euron es el denominado «Cuerno Dragón» que, según él, puede someter a su voluntad a los dragones; con él, pretende reunirse con Daenerys Targaryen y usar sus dragones para conquistar los Siete Reinos. Euron es aclamado como nuevo Rey de las Islas del Hierro.

A ver amigos míos, ¿quién conoce a más dioses que yo? [...] ¿Crees que soy hombre sin dios? Vamos, Aeron, ¡tengo más dioses que nadie que haya izado una vela! Tú, Pelomojado, sirves a un dios, pero yo he servido a diez mil. Desde Ib hasta Asshai, cuando los hombres avistan mi barco... empiezan a rezar.
Euron Greyjoy a su hermano Aeron Pelomojado

Nada más ser proclamado rey, Euron elimina a todos aquellos que se oponen a su proclamación, mientras otorga dádivas a los hombres leales a su hermano Victarion con el objetivo de ganarlos para su causa.
El primer objetivo de Euron como rey es atacar las Islas Escudo, las cuales son la entrada a la desembocadura del río Mander en el Dominio. La batalla resulta ser un éxito gracias a la Flota de Hierro de Victarion, sin embargo, es Euron el que se atribuye el mérito de la victoria. Posteriormente, decide enviar a su hermano Victarion a buscar a Daenerys Targaryen, sin saber que Victarion planea quedarse con Daenerys para él mismo.

## Adaptación televisiva

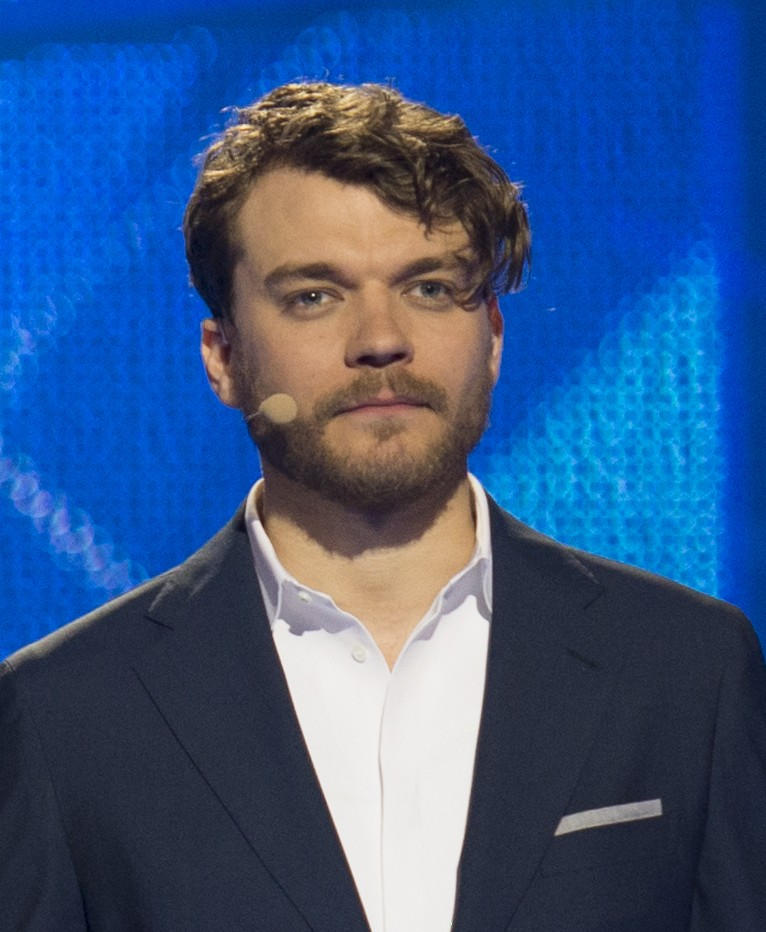
Pilou Asbæk interpreta al despiadado capitán del Silencio, Euron Greyjoy

### Sexta temporada
Euron Greyjoy debuta en Hogar, el segundo episodio de la temporada. Euron regresa a Pyke durante una gran tormenta, confrontando a su hermano, Balon Greyjoy (Patrick Malahide). Éste se muestra sorprendido de que Euron haya regresado después de que lo hubiera exiliado hacía casi 10 años. Euron provoca a su hermano, afirmando que ya es demasiado viejo y otro debería ocupar su lugar; ambos hermanos forcejean y Euron termina arrojando a Balon al abismo.
En el mismo episodio, tras la muerte de Balon, Euron se presenta en la asamblea de sucesión, postulándose para el Trono de Piedramar en competición con su sobrina, Yara Greyjoy (Gemma Whelan). Yara acusa a Euron de asesinar a su padre, cosa que Euron admite sin tapujos, afirmando que Balon había sido un mal rey. Tras burlarse de sus sobrinos Theon y Yara, Euron propone llevar la Flota de Hierro hasta Meereen para ofrecerle a Daenerys Targaryen su mano y su flota y así juntos conquistar los Siete Reinos. Los señores de las Islas del Hierro aclaman entonces a Euron como rey. Euron es entonces sometido al ritual del ahogamiento y proclamado como Rey de las Islas del Hierro; su primera orden es eliminar a sus sobrinos, pero es demasiado tarde, descubriendo que éstos han huido con parte de la Flota de Hierro.
Al final de la temporada, Theon y Yara llegan a Meereen, donde se alían con Daenerys Targaryen para que esta apoye la reclamación de Yara al Trono de Piedramar.

### Séptima temporada
Tras ver frustrado su plan de casarse con la reina dragón, Euron visita Desembarco del Rey para encontrarse con Cersei Lannister (Lena Headey), la recién proclamada Reina de los Siete Reinos. Euron propone una alianza entre los Greyjoy y el Trono de Hierro a cambio de que ella acceda a casarse con él; Cersei rehúsa, por lo que Euron decide «ofrecerle un regalo» para ganarse su afecto.
La flota de Daenerys Targaryen bloquea la Bahía del Aguasnegras mediante la Flota de Hierro de Yara y la flota dorniense de Ellaria Arena (Indira Varma). A bordo de su barcoluengo, el Silencio, Euron ataca la flota aliada por sorpresa; Euron aborda personalmente el Viento Negro, el barcoluengo de Yara. Se desata un combate en cubierta, donde Euron elimina a dos de las hijas de Ellaria Arena y después combate contra la propia Yara. Euron consigue inmovilizar a Yara y se ve sorprendido por Theon; pese a las provocaciones de su tío, Theon escapa arrojándose por la borda. La batalla termina con la destrucción de la flota combinada y el triunfo de Euron.
En el episodio La justicia de la reina, Euron desfila triunfante por las calles de Desembarco del Rey con Yara Greyjoy, Ellaria Arena y su hija Tyene como prisioneras. Euron se las entrega como presente a Cersei, la cual finalmente acepta la propuesta de matrimonio de Euron, para cuando la guerra haya terminado.
Si bien no hace presencia física para esta ocasión, la Flota de Hierro de Euron parte a Roca Casterly, donde destruye la flota de los Inmaculados de Daenerys Targaryen y los aísla dentro de la fortaleza, que recién habían acabado de tomar.
Euron reaparece en el episodio El dragón y el lobo, asistiendo al parlamento que se celebra en Pozo Dragón del lado de la reina Cersei. Tras observar el cadáver presentado por Jon Nieve (Kit Harington), Euron afirma que navegará de vuelta a las Islas del Hierro y no saldrá de ellas hasta que pase el invierno. Posteriormente, Cersei afirma que en realidad Euron ha acudido a Essos, para contratar los servicios de la Compañía Dorada, la más reputada compañía de mercenarios.

### Octava temporada
Euron regresa de su viaje a Essos trayendo consigo a la Compañía Dorada, presentando a su capitán ante Cersei. A continuación, Euron le demanda una «recompensa adecuada», más Cersei rehúsa mantener relaciones sexuales con él. Sin embargo, ante su insistencia, accede.
Ante las noticias de que Daenerys Targaryen pretende tomar Desembarco del Rey. Euron lleva su flota hacia la Bahía del Aguasnegras, donde sorprende a la flota Targaryen. Con las grandes ballestas diseñadas por Qyburn, Euron consigue abatir a Rhaegal, uno de los dragones de Daenerys, la cual se bate en retirada. Posteriormente, Euron fulmina su flota, consiguiendo capturar a Missandei (Nathalie Emmanuel), una de las principales consejeras de la khaleesi.
De vuelta a la capital, Euron le revela las buenas noticias a Cersei, mientras que esta confiesa que está esperando un hijo suyo.
En las vísperas a la batalla entre los ejércitos Targaryen y de Cersei, Euron se halla con su Flota del Hierro, aguardando en la Bahía del Aguasnegras. Cuando ambos ejércitos se hallaban uno frente a otro, Daenerys surge montada en Drogon y comienza a prender fuego a la Flota de Hierro. El Silencio arde en llamas y Euron se arroja por la borda.
Euron llega hasta los pasadizos bajo la Fortaleza Roja en las playas, donde se topa con Jaime, que ha acudido junto a su hermana. Euron le provoca afirmando que se ha acostado con Cersei, lo que hace que Jaime lo ataque. Ambos pelean, pero Euron resulta ser superior y, aparentemente, vence. Jaime, tendido en el suelo, consigue arrastrarse hasta su espada, cuando, aprovechando un nuevo forcejeo, se la clava a Euron. Jaime se marcha mientras Euron exclama «soy el hombre que mató a Jaime Lannister».